# Llista de persones de l'Eix acusades de crims de guerra
La següent és una llista de persones sospitoses d'haver comès crims de guerra en nom de l'Alemanya nazi o de qualsevol de les Potències de l'Eix durant la Segona Guerra Mundial. No inclou a persones dels països Aliats sospitoses de traïció a la pàtria.

## Judicis de Nuremberg
| Acusat                              | Sentència                                                                                          | Pena                                                    |
| ----------------------------------- | -------------------------------------------------------------------------------------------------- | ------------------------------------------------------- |
| Martin Bormann                      | Culpable                                                                                           | Declarat «legalment mort»                               |
| Karl Dönitz                         | Culpable                                                                                           | 10 anys de presó                                        |
| Hans Frank                          | Culpable                                                                                           | Condemnat a mort                                        |
| Wilhelm Frick                       | Culpable                                                                                           | Condemnat a mort                                        |
| Hans Fritzsche                      | Absolt                                                                                             |                                                         |
| Walther Funk                        | Culpable                                                                                           | Cadena perpètua (alliberat en 1957 per motius de salut) |
| Hermann Göring                      | Culpable                                                                                           | Condemnat a mort (es va suïcidar abans de l'execució)   |
| Rudolf Hess                         | Culpable                                                                                           | Cadena perpètua                                         |
| Alfred Jodl                         | Culpable (però el 1953 un tribunal alemany l'exonera i retorna els seus béns requisats a la vídua) | Condemnat a mort                                        |
| Ernst Kaltenbrunner                 | Culpable                                                                                           | Condemnat a mort                                        |
| Wilhelm Keitel                      | Culpable                                                                                           | Condemnat a mort                                        |
| Gustav Krupp von Bohlen und Halbach | «Mèdicament no apte per al judici»                                                                 |                                                         |
| Robert Ley                          | (Es va suïcidar abans del judici)                                                                  |                                                         |
| Konstantin von Neurath              | Culpable                                                                                           | Cadena perpètua (alliberat en 1954 per motius de salut) |
| Franz von Papen                     | Absolt                                                                                             |                                                         |
| Erich Raeder                        | Culpable                                                                                           | Cadena perpètua (alliberat en 1955 per motius de salut) |
| Joachim von Ribbentrop              | Culpable                                                                                           | Condemnat a mort                                        |
| Alfred Rosenberg                    | Culpable                                                                                           | Condemnat a mort                                        |
| Fritz Sauckel                       | Culpable                                                                                           | Condemnat a mort                                        |
| Hjalmar Schacht                     | Absolt                                                                                             |                                                         |
| Baldur von Schirach                 | Culpable                                                                                           | 20 anys de presó                                        |
| Albert Speer                        | Culpable                                                                                           | 20 anys de presó                                        |
| Julius Streicher                    | Culpable                                                                                           | Condemnat a mort                                        |

## Després dels Judicis de Nuremberg

### Judici dels metges
| Acusat                  | Sentència | Pena                                   |
| ----------------------- | --------- | -------------------------------------- |
| Hermann Becker-Freyseng | Culpable  | 20 anys de presó (commutada a 10 anys) |
| Wilhelm Beiglböck       | Culpable  | 20 anys de presó (commutada a 10 anys) |
| Kurt Blome              | Absolt    |                                        |
| Viktor Brack            | Culpable  | Condemnat a mort                       |
| Karl Brandt             | Culpable  | Condemnat a mort                       |
| Rudolf Brand            | Culpable  | Condemnat a mort                       |
| Fritz Fischer           | Culpable  | Cadena perpètua (commutada a 15 anys)  |
| Karl Gebhardt           | Culpable  | Cadena perpètua                        |
| Karl Genzken            | Culpable  | Cadena perpètua (commutada a 20 anys)  |
| Siegfried Handloser     | Culpable  | Cadena perpètua (commutada a 20 anys)  |
| Waldemar Hoven          | Culpable  | Condemnat a mort                       |
| Joachim Mrugowsky       | Culpable  | Condemnat a mort                       |
| Herta Oberheuser        | Culpable  | 20 anys de presó (commutada a 10 anys) |
| Adolf Pokorny           | Absolt    |                                        |
| Helmut Poppendick       | Culpable  | 15 anys de presó (alliberat en 1951)   |
| Hans Wolfgang Romberg   | Absolt    |                                        |
| Gerhard Rose            | Culpable  | Cadena perpètua (commutada a 20 anys)  |
| Paul Rostock            | Absolt    |                                        |
| Siegfried Ruff          | Absolt    |                                        |
| Konrad Schäfer          | Absolt    |                                        |
| Oskar Schröder          | Culpable  | Cadena perpètua (commutada a 15 anys)  |
| Wolfram Sievers         | Culpable  | Condemnat a mort                       |
| Georg August Weltz      | Absolt    |                                        |

### Judici contra Erhard Milch
| Acusat       | Sentència | Pena                                                     |
| ------------ | --------- | -------------------------------------------------------- |
| Erhard Milch | Culpable  | Cadena perpètua (commutada a 15 anys, alliberat en 1954) |

### Judici dels jutges
| Acusat               | Sentència                                         | Pena             |
| -------------------- | ------------------------------------------------- | ---------------- |
| Josef Altstötter     | Culpable                                          | 5 anys de presó  |
| Wilhelm von Ammon    | Culpable                                          | 10 anys de presó |
| Paul Barnickel       | Absolt                                            |                  |
| Hermann Cuhorst      | Absolt                                            |                  |
| Karl Engert          | Declarat «no apte per ser sotmès a judici»        |                  |
| Günther Joel         | Culpable                                          | 10 anys de presó |
| Herbert Klemm        | Culpable                                          | Cadena perpètua  |
| Ernst Lautz          | Culpable                                          | 10 anys de presó |
| Wolfgang Mettgenberg | Culpable                                          | 10 anys de presó |
| Günther Nebelung     | Absolt                                            |                  |
| Rudolf Oeschey       | Culpable                                          | Cadena perpètua  |
| Hans Petersen        | Absolt                                            |                  |
| Oswald Rothaug       | Culpable                                          | Cadena perpètua  |
| Curt Rothenberger    | Culpable                                          | 7 anys de presó  |
| Franz Schlegelberger | Culpable                                          | Cadena perpètua  |
| Carl Westphal        | (Es va suïcidar abans del començament del judici) |                  |

### Judici de Pohl
| Acusat              | Sentència | Pena                                                     |
| ------------------- | --------- | -------------------------------------------------------- |
| Hans Heinrich Baier | Culpable  | 10 anys de presó (alliberat en 1951)                     |
| Hans Bobermin       | Culpable  | 20 anys de presó (commutada a 15, alliberat en 1951)     |
| Franz Eirenschmalz  | Culpable  | Condemnat a mort (commutada a 9 anys)                    |
| Heinz Karl Fanslau  | Culpable  | 25 anys de presó (commutada a 15 anys)                   |
| August Frank        | Culpable  | Cadena perpètua (commutada a 15 anys)                    |
| Hans Hohberg        | Culpable  | 10 anys de presó (alliberat en 1951)                     |
| Max Kiefer          | Culpable  | Cadena perpètua (commutada a 20 anys, alliberat el 1951) |
| Horst Klein         | Absolt    |                                                          |
| Georg Lörner        | Culpable  | Condemnat a mort (commutada a 15 anys)                   |
| Hans Lörner         | Culpable  | 10 anys de presó (alliberat en 1951)                     |
| Karl Mummenthey     | Culpable  | Cadena perpètua (commutada a 20 anys)                    |
| Oswald Pohl         | Culpable  | Condemnat a mort                                         |
| Hermann Pook        | Culpable  | 10 anys de presó (alliberat en 1951)                     |
| Rudolf Scheide      | Absolt    |                                                          |
| Karl Sommer         | Culpable  | Condemnat a mort (commutada a 20 anys)                   |
| Erwin Tschentscher  | Culpable  | 10 anys de presó (alliberat en 1951)                     |
| Josef Vogt          | Absolt    |                                                          |
| Leo Volk            | Culpable  | 10 anys de presó (commutada a 8)                         |

### Judici de Flick
El  Judici de Flick,  seguit contra l'industrial alemany Friedrich Flick, per la utilització de treball esclau i crims contra la humanitat.
| Acusat            | Sentència | Pena                                                            |
| ----------------- | --------- | --------------------------------------------------------------- |
| Odilo Burkart     | Absolt    | 10 anys de presó (alliberat en 1951)                            |
| Friedrich Flick   | Culpable  | 7 anys de presó (alliberat al cap de 3 anys per John J. McCloy) |
| Konrad Kaletsch   | Absolt    |                                                                 |
| Otto Steinbrinck  | Culpable  | 5 anys de presó (va morir el 1949 a la presó)                   |
| Hermann Terberger | Absolt    |                                                                 |
| Bernhard Weiss    | Culpable  | 2 anys i mig de presó                                           |

### Judici a la IG Farben
El Judici a la IG Farben empresa química industrial alemanya, que igual que Flick i Krupp, va usdefruitar el treball esclau.
| Acusat              | Sentència                                  | Pena                  |
| ------------------- | ------------------------------------------ | --------------------- |
| Otto Ambros         | Culpable                                   | 8 anys de presó       |
| Max Brüggemann      | Declarat «no apte per ser sotmès a judici» |                       |
| Ernst Bürgin        | Culpable                                   | 2 anys de presó       |
| Heinrich Bütefisch  | Culpable                                   | 6 anys de presó       |
| Walter Dürrfeld     | Culpable                                   | 8 anys de presó       |
| Fritz Gajewski      | Absolt                                     |                       |
| Heinrich Gattineau  | Absolt                                     |                       |
| Paul Häfliger       | Culpable                                   | 2 anys de presó       |
| Erich von der Heyde | Absolt                                     |                       |
| Heinrich Hörlein    | Absolt                                     |                       |
| Max Ilgner          | Culpable                                   | 3 anys de presó       |
| Friedrich Jähne     | Culpable                                   | 1 any i mig de presó  |
| August von Knierim  | Culpable                                   | Absolt                |
| Carl Krauch         | Culpable                                   | 6 anys de presó       |
| Hans Kugler         | Culpable                                   | 1 any i mig de presó  |
| Hans Kühne          | Absolt                                     |                       |
| Carl Lautenschläger | Absolt                                     |                       |
| Wilhelm Mann        | Absolt                                     |                       |
| Heinrich Oster      | Culpable                                   | 2 anys de presó       |
| Hermann Schmitz     | Culpable                                   | 4 anys de presó       |
| Christian Schneider | Absolt                                     |                       |
| Georg von Scnitzler | Culpable                                   | 2 anys i mig de presó |
| Fritz ter Meer      | Culpable                                   | 7 anys de presó       |
| Karl Wurster        | Absolt                                     |                       |

### Judici dels ostatges
El Cas austral o Judici dels ostatges, en el qual es va perseguir la responsabilitat de l'alt comandament alemany per les massacres i greus violacions a les Lleis de la Guerra durant la Campanya dels Balcans.
| Acusat                | Sentència                                  | Pena                                                    |
| --------------------- | ------------------------------------------ | ------------------------------------------------------- |
| Franz Böhme           | (Es va suïcidar)                           |                                                         |
| Ernst Dehner          | Culpable                                   | 17 anys de presó (alliberat en 1951)                    |
| Helmuth Felmy         | Culpable                                   | 15 anys de presó (commutada a 10 anys)                  |
| Hermann Foertsch      | Absolt                                     |                                                         |
| Kurt von Geitner      | Absolt                                     |                                                         |
| Walter Kuntze         | Culpable                                   | Cadena perpètua                                         |
| Hubert Lanz           | Culpable                                   | 12 anys de presó (alliberat en 1951)                    |
| Wilhelm List          | Culpable                                   | Cadena perpètua (alliberat en 1952 per motius de salut) |
| Ernst von Leyser      | Culpable                                   | 10 anys de presó (alliberat en 1951)                    |
| Lothar Rendulic       | Culpable                                   | 20 anys de presó (commutada a 10 anys)                  |
| Wilhelm Speidel       | Culpable                                   | 20 anys de presó (alliberat en 1951)                    |
| Maximilian von Weichs | Declarat «no apte per ser sotmès a judici» |                                                         |

### Judici RuSHA
El Judici RuSHA seguit contra els promotors de la idea de puresa racial i del programa Lebensborn.
| Acusat               | Sentència | Pena                         |
| -------------------- | --------- | ---------------------------- |
| Heinz Brückner       | Culpable  | 15 anys de presó             |
| Rudolf Creutz        | Culpable  | 15 anys de presó             |
| Gregor Ebner         | Culpable  | Alliberat després del judici |
| Ulrich Greifelt      | Culpable  | Cadena perpètua              |
| Richard Hildenbrandt | Culpable  | 25 anys de presó             |
| Otto Hofmann         | Culpable  | 25 anys de presó             |
| Herbert Hübner       | Culpable  | 15 anys de presó             |
| Werner Lorenz        | Culpable  | 20 anys de presó             |
| Konrad Meyer-Hetling | Culpable  | Alliberat després del judici |
| Fritz Schwalm        | Culpable  | 10 anys de presó             |
| Otto Schwarzenberger | Culpable  | Alliberat després del judici |
| Max Sollmann         | Culpable  | Alliberat després del judici |
| Günther Tesch        | Culpable  | Alliberat després del judici |
| Inge Viermitz        | Absolt    |                              |

### Judici als Einsatzgruppen
El Judici als Einsatzgruppen, seguida contra les brigades de la mort de les SS que practicaven l'extermini local dels jueus principalment, també d'altres grups ètnics i altres civils, per mitjà dels Einsatzgruppen.
| Acusat                 | Sentència        | Pena                                                                                            |
| ---------------------- | ---------------- | ----------------------------------------------------------------------------------------------- |
| Ernst Biberstein       | Culpable         | Condemnat a mort (pena commutada a cadena perpètua)                                             |
| Paul Blobel            | Culpable         | Condemnat a mort                                                                                |
| Walter Blume           | Culpable         | Condemnat a mort (pena commutada a 25 anys de presó)                                            |
| Werner Braune          | Culpable         | Condemnat a mort                                                                                |
| Erich Ehrlinger        | Culpable         | Es va escapar de la justícia. Va ser detingut el 1958 i condemnat a 12 anys (alliberat en 1965) |
| Lothar Fendler         | Culpable         | 10 anys de presó (pena commutada a 8 anys de presó)                                             |
| Waldemar Klingelhöfer  | Culpable         | Alliberat després del judici                                                                    |
| Walter Hänsch          | Culpable         | Condemnat a mort (pena commutada a 15 anys de presó)                                            |
| Emil Haussman          | (Es va suïcidar) |                                                                                                 |
| Heinz Jost             | Culpable         | Cadena perpètua (pena commutada a 10 de presó)                                                  |
| Waldemar Klingelhöfer  | Culpable         | Condemnat a mort (pena commutada a cadena perpètua)                                             |
| Erich Naumann          | Culpable         | Condemnat a mort                                                                                |
| Gustav Nosske          | Culpable         | Cadena perpètua (pena commutada a 10 anys de presó)                                             |
| Otto Ohlendorf         | Culpable         | Condemnat a mort                                                                                |
| Adolf Ott              | Culpable         | Condemnat a mort (pena commutada a cadena perpètua)                                             |
| Waldemar von Radetzky] | Culpable         | 20 anys de presó (alliberat en 1951)                                                            |
| Otto Rasch             | Culpable         | Declarat «no apte per ser sotmès a judici»                                                      |
| Felix Rühl             | Culpable         | 10 anys de presó (alliberat en 1951)                                                            |
| Martin Sandberger      | Culpable         | Condemnat a mort (pena commutada a cadena perpètua)                                             |
| Heinz Schubert         | Culpable         | Condemnat a mort (pena commutada a 10 anys de presó)                                            |
| Erwim Schulz           | Culpable         | 20 anys de presó (pena commutada a 15 anys de presó)                                            |
| Willy Seibert          | Culpable         | Condemnat a mort (pena commutada a 15 anys de presó)                                            |
| Franz Six              | Culpable         | 20 anys de presó (pena commutada a 15 anys de presó)                                            |
| Eugen Steimle          | Culpable         | Condemnat a mort (pena commutada a 20 anys de presó)                                            |
| Edward Strauch         | Culpable         | Condemnat a mort (va morir a l'hospital després de patir un atac epilèptic)                     |

### Judici de Krupp
El Judici de Krupp, seguit contra els dirigents del famós grup industrial, per la seva participació en la preparació de la guerra i la utilització de treball esclau durant la guerra.
| Acusat                          | Sentència | Pena |
| ------------------------------- | --------- | --- |
| Friedrich von Bülow             | Culpable  | 12 anys de presó |
| Karl Adolf Ferdinand Eberhardt  | Culpable  | 9 anys de presó |
| Eduard Houdremont               | Culpable  | 10 anys de presó |
| Max Otto Ihn                    | Culpable  | 10 anys de presó |
| Friedrich Wilhelm Janssen       | Culpable  | 10 anys de presó |
| Heinrich Leo Korschan           | Culpable  | 6 anys de presó |
| Alfried Krupp                   | Culpable  | 12 anys de presó més el decomís de tots els seus béns (alliberat en 1951 per John J. McCloy i se li van retornar els seus béns) |
| Hans Albert Gustav Kupke        | Culpable  | 2 anys (alliberat després de 10 mesos)                                                                                          |
| Werner Wilhelm Heinrich Lehmann | Culpable  | 6 anys de presó |
| Ewald Oskar Ludwig Löser        | Culpable  | 7 anys de presó |
| Erich Müller                    | Culpable  | 12 anys de presó |
| Karl Heinrich Pfirsch           | Culpable  | Absolt |

### Judici dels ministeris
El Judici dels ministeris, seguit contra els dirigents de l'Estat Nazi per la seva participació en atrocitats comeses tant dins d'Alemanya com als territoris ocupats.
| Acusat                               | Sentència | Pena                                                   |
| ------------------------------------ | --------- | ------------------------------------------------------ |
| Gottlob Berger                       | Culpable  | 25 anys de presó (alliberat en 1951)                   |
| Ernst Wilhelm Bohle                  | Culpable  | 5 anys de presó                                        |
| Richard Walther Darré                | Culpable  | 7 anys de presó (alliberat en 1950)                    |
| Otto Dietrich                        | Culpable  | 7 anys de presó (alliberat en 1950)                    |
| Otto von Erdmannsdorf                | Absolt    |                                                        |
| Hans Kehrl                           | Culpable  | 15 anys de presó (alliberat en 1951)                   |
| Wilhelm Keppler                      | Culpable  | 10 anys de presó (alliberat en 1951)                   |
| Paul Körner                          | Culpable  | 15 anys de presó (alliberat en 1951)                   |
| Lutz Graf Schwerin von Krosigk       | Culpable  | 10 anys de presó (alliberat en 1951)                   |
| Hans Heinrich Lammers                | Culpable  | 20 anys de presó (alliberat en 1951)                   |
| Otto Meissner                        | Absolt    |                                                        |
| Gustav Adolf Steengracht von Moyland | Culpable  | 7 anys de presó (alliberat en 1950)                    |
| Paul Pleiger                         | Culpable  | 15 anys de presó (alliberat en 1951)                   |
| Emil Johann Puhl                     | Culpable  | 5 anys de presó                                        |
| Karl Raschke                         | Culpable  | 7 anys de presó                                        |
| Karl Ritter                          | Culpable  | Alliberat després del veredicte.                       |
| Walter Schellenberg                  | Culpable  | 6 anys de presó                                        |
| Wilhelm Stuckart                     | Culpable  | Alliberat després del veredicte.                       |
| Edmund Veesenmayer                   | Culpable  | 20 anys de presó (alliberat en 1951)                   |
| Ernst von Weizsäcker                 | Culpable  | 7 anys de presó (alliberat en 1950 per John J. McCloy) |
| Ernst Wörmann                        | Culpable  | 7 anys de presó (alliberat en 1951)                    |

### Judici a l'Alt Comandament
| Acusat               | Sentència        | Pena                                                                          |
| -------------------- | ---------------- | ----------------------------------------------------------------------------- |
| Johannes Blaskowitz  | (Es va suïcidar) |                                                                               |
| Karl-Adolf Hollidt   | Culpable         | 5 anys de presó (alliberat en 1949)                                           |
| Hermann Hoth         | Culpable         | 15 anys de presó (alliberat en 1951)                                          |
| Georg von Küchler    | Culpable         | 20 anys de presó (commutada a 12 anys, alliberat el 1953 per motius de salut) |
| Wilhelm von Leeb     | Culpable         | Posat en llibertat després de la sentència                                    |
| Rudolf Lehmann       | Culpable         | 7 anys de presó                                                               |
| Hermann Reinecke     | Culpable         | Cadena perpètua (alliberat en 1954)                                           |
| Georg-Hans Reinhardt | Culpable         | 15 anys de presó (alliberat en 1952)                                          |
| Karl von Roques      | Culpable         | 20 anys de presó (va morir el 1949 a la presó)                                |
| Hans von Salmuth     | Culpable         | 20 anys de presó (pena commutada a 12)                                        |
| Otto Schniewind      | Absolt           |                                                                               |
| Hugo Sperrle         | Absolt           |                                                                               |
| Walter Warlimont     | Culpable         | Cadena perpètua (alliberat en 1954)                                           |
| Otto Wöhler          | Culpable         | 8 anys de presó (alliberat en 1951)                                           |

## Judici d'Auschwitz
| Acusat               | Sentència | Pena                                                |
| -------------------- | --------- | --------------------------------------------------- |
| Hans Aumeier         | Culpable  | Condemnat a mort                                    |
| August Bogusch       | Culpable  | Condemnat a mort                                    |
| Therese Brandl       | Culpable  | Condemnada a mort                                   |
| Arthur Breitwiser    | Culpable  | Condemnat a mort (pena commutada a cadena perpètua) |
| Alexander Bulow      | Culpable  | 15 anys de presó                                    |
| Fritz Buntrock       | Culpable  | Condemnat a mort                                    |
| Luise Danz           | Culpable  | Cadena perpètua                                     |
| Erich Dinges         | Culpable  | 5 anys de presó                                     |
| Wilhelm Gehring      | Culpable  | Condemnat a mort                                    |
| Paul Götz            | Culpable  | Condemnat a mort                                    |
| Maximilian Grabner   | Culpable  | Condemnat a mort                                    |
| Hans Hofmann         | Culpable  | 15 anys de presó                                    |
| Rudolf Höß           | Culpable  | Condemnat a mort                                    |
| Karl Jeschke         | Culpable  | 3 anys de presó                                     |
| Heinrich Josten      | Culpable  | Condemnat a mort                                    |
| Oswald Kaduk         | Culpable  | 25 anys de presó                                    |
| Hermann Kirschner    | Culpable  | Condemnat a mort                                    |
| Hans Koch            | Culpable  | Cadena perpètua                                     |
| Josef Kollmer        | Culpable  | Condemnat a mort                                    |
| Johann Kremer        | Culpable  | Condemnat a mort (pena commutada a cadena perpètua) |
| Hildegard Lachert    | Culpable  | 15 anys de presó                                    |
| Arthur Liebehenschel | Culpable  | Condemnat a mort                                    |
| Anton Lechner        | Culpable  | Cadena perpètua                                     |
| Eduard Lorenz        | Culpable  | 15 anys de presó                                    |
| Herbert Ludwig       | Culpable  | Condemnat a mort                                    |
| Maria Mandel         | Culpable  | Condemnada a mort                                   |
| Adolf Medefind       | Culpable  | Cadena perpètua                                     |
| Karl Mockel          | Culpable  | Condemnat a mort                                    |
| Kurt Mueller         | Culpable  | Condemnat a mort                                    |
| Erich Muehsfeldt     | Culpable  | Condemnat a mort                                    |
| Hans Münch           | Absolt    |                                                     |
| Detlef Nebbe         | Culpable  | Cadena perpètua                                     |
| Alice Orlowski       | Culpable  | 15 anys de presó                                    |
| Ludwig Plagge        | Culpable  | Condemnat a mort                                    |
| Franz Romeikat       | Culpable  | 15 anys de presó                                    |
| Richard Schroeder    | Culpable  | 10 anys de presó                                    |
| Hans Schumacher      | Culpable  | Condemnat a mort                                    |
| Karl Seufert         | Culpable  | Cadena perpètua                                     |
| Paul Szczurek        | Culpable  | Condemnat a mort                                    |
| Harvey Taunt         | Culpable  | Condemnat a mort                                    |
| Johannes Weber       | Culpable  | 15 anys de presó                                    |

## Tribunal Popular de Bucarest
Va ser creat pel govern de Romania i supervisat per la Comissió aliada per tal de jutjar a presumptes criminals de guerra, d'acord amb l'article 14 de l'Acord d'Armistici amb Romania. 
| Acusat             | Sentència | Pena             |
| ------------------ | --------- | ---------------- |
| Gheoghe Alexianu   | Culpable  | Condemnat a mort |
| Ion Antonescu      | Culpable  | Condemnat a mort |
| Mihai Antonescu    | Culpable  | Condemnat a mort |
| Constantin Vasiliu | Culpable  | Condemnat a mort |

## Tribunal Militar Internacional per a l'Extrem Orient
Va ser l'òrgan jurisdiccional davant el qual es van desenvolupar els Judicis o Processos de Tòquio, organitzats contra els criminals de guerra japonesos un cop acabada la Segona Guerra Mundial.
| Acusat            | Sentència                                         | Pena                                           |
| ----------------- | ------------------------------------------------- | ---------------------------------------------- |
| Mute Akira        | Culpable                                          | Condemnat a mort                               |
| Kimura Heitaro    | Culpable                                          | Condemnat a mort                               |
| Tojo Hideki       | Culpable                                          | Condemnat a mort                               |
| Oshima Hiroshi    | Culpable                                          | Cadena perpètua (alliberat en 1955)            |
| Matsui Iwane      | Culpable                                          | Condemnat a mort                               |
| Minami Jiro       | Culpable                                          | Cadena perpètua (alliberat en 1955)            |
| Doihara Kenji     | Culpable                                          | Condemnat a mort                               |
| Sato Kenryo       | Culpable                                          | Cadena perpètua (alliberat en 1955)            |
| Hiranuma Kiichirō | Culpable                                          | Cadena perpètua (alliberat en 1955)            |
| Hashimoto Kingoro | Culpable                                          | Cadena perpètua (alliberat en 1955)            |
| Kido Kōichi       | Culpable                                          | Cadena perpètua (alliberat en 1955)            |
| Hirota Koki       | Culpable                                          | Condemnat a mort                               |
| Koiso Kuniaki     | Culpable                                          | Cadena perpètua (va morir a la presó en 1950)  |
| Shigemitsu Mamoru | Culpable                                          | 7 anys de presó (alliberat en 1950)            |
| Hoshino Naoki     | Culpable                                          | Cadena perpètua (alliberat en 1955)            |
| Kaya Okinori      | Culpable                                          | Cadena perpètua (alliberat en 1955)            |
| Nagano Osami      | (Va morir per causes naturals el procés judicial) |                                                |
| Araki Sadao       | Culpable                                          | Cadena perpètua (alliberat en 1955)            |
| Itagaki Seishiro  | Culpable                                          | Condemnat a mort                               |
| Shigenori Tōgō    | Culpable                                          | 20 anys de presó (va morir a la presó en 1949) |
| Shimada Shigetaro | Culpable                                          | Cadena perpètua (alliberat en 1955)            |
| Okawa Shumei      | Declarat «no apte per ser sotmès a judici»        |                                                |
| Hata Shunroku     | Culpable                                          | Cadena perpètua (alliberat en 1955)            |
| Oka Takasumi      | Culpable                                          | Cadena perpètua (alliberat en 1955)            |
| Suzuki Teiichi    | Culpable                                          | Cadena perpètua (alliberat en 1955)            |
| Shiratori Toshio  | Culpable                                          | Cadena perpètua (va morir a la presó en 1949)  |
| Umezu Yoshijiro   | Culpable                                          | Cadena perpètua (alliberat en 1955)            |
| Iōsuke Matsuoka   | (Va morir per causes naturals el procés judicial) |                                                |

## Judicis per crims de guerra a Khabàrovsk
Van ser una sèrie d'audiències celebrades entre el 25 i al 31 de desembre de 1949 a la ciutat industrial russa de Khabàrovsk. En aquest cas, dotze membres de l'Exèrcit Kwantung van ser jutjats com a criminals de guerra per la fabricació i ús d'armes biològiques durant la Segona Guerra Mundial.
| Acusat             | Sentència | Pena             |
| ------------------ | --------- | ---------------- |
| Mitomo Kazuo       | Culpable  | 15 anys de presó |
| Kawashima Kiyoshi  | Culpable  | 25 anys de presó |
| Onoue Masao        | Culpable  | 12 anys de presó |
| Kikuchi Norimitsu  | Culpable  | 2 anys de presó  |
| Yamada Otsuzo      | Culpable  | 25 anys de presó |
| Kajitsuka Ryuji    | Culpable  | 25 anys de presó |
| Sato Shunji        | Culpable  | 20 anys de presó |
| Takahashi Takaatsu | Culpable  | 25 anys de presó |
| Karasawa Tomio     | Culpable  | 18 anys de presó |
| Nishi Toshihide    | Culpable  | 20 anys de presó |
| Kurushima Yuji     | Culpable  | 3 anys de presó  |
| Hirazakura Zensaku | Culpable  | 20 anys de presó |